# Manihiki
Manihiki è un atollo appartenente all'arcipelago delle Isole Cook, localizzato 1.160 km a nord di Rarotonga e 43 km a sud-est di Rakahanga.